# Прислониха (Ульяновская область)
Прислониха — село в Карсунском районе Ульяновской области России. Относится к Языковскому городскому поселению.

## География
Село расположено в 32 км к северо-востоку от Карсуна на обоих берегах реки Урень. Через село проходит федеральная трасса Р178.

## Название
Первоначально село носило название Каменный Брод, но в конце XVIII века за поселением закрепилось другое наименование — Прислониха, из-за того, что оно находилось у подножия холмов, как бы «прислонилась» к ним.
По другой версии, название «Каменный Брод», в уезде уже носило другое село, ныне село Пятино Инзенский район и, чтобы не было путаницы, прибавили ещё название.

## История
В 1672 году земля была пожалована пахотным солдатам, после победы над разинцами, которые располагались на Симбирско-Карсунской засечной черте.
В 1722 году помещик Александр Сергеевич Белавкин, посреди села на пересечении речки Урень и Московским почтовым трактом. построил в селе новую Богоявленскую церковь и село стало называться Богоявленское.
В 1780 году, при создании Симбирского наместничества, село Богоявленское Каменный Брод Прислониха тож, при речке Каменном броде, вошло в состав Тагайского уезда. С 1796 года — Симбирском уезде Симбирской губернии.
В 1859 году село Прислониха (Каменный Брод), удельных крестьян, входила в состав 2-го стана Симбирского уезда Симбирской губернии.

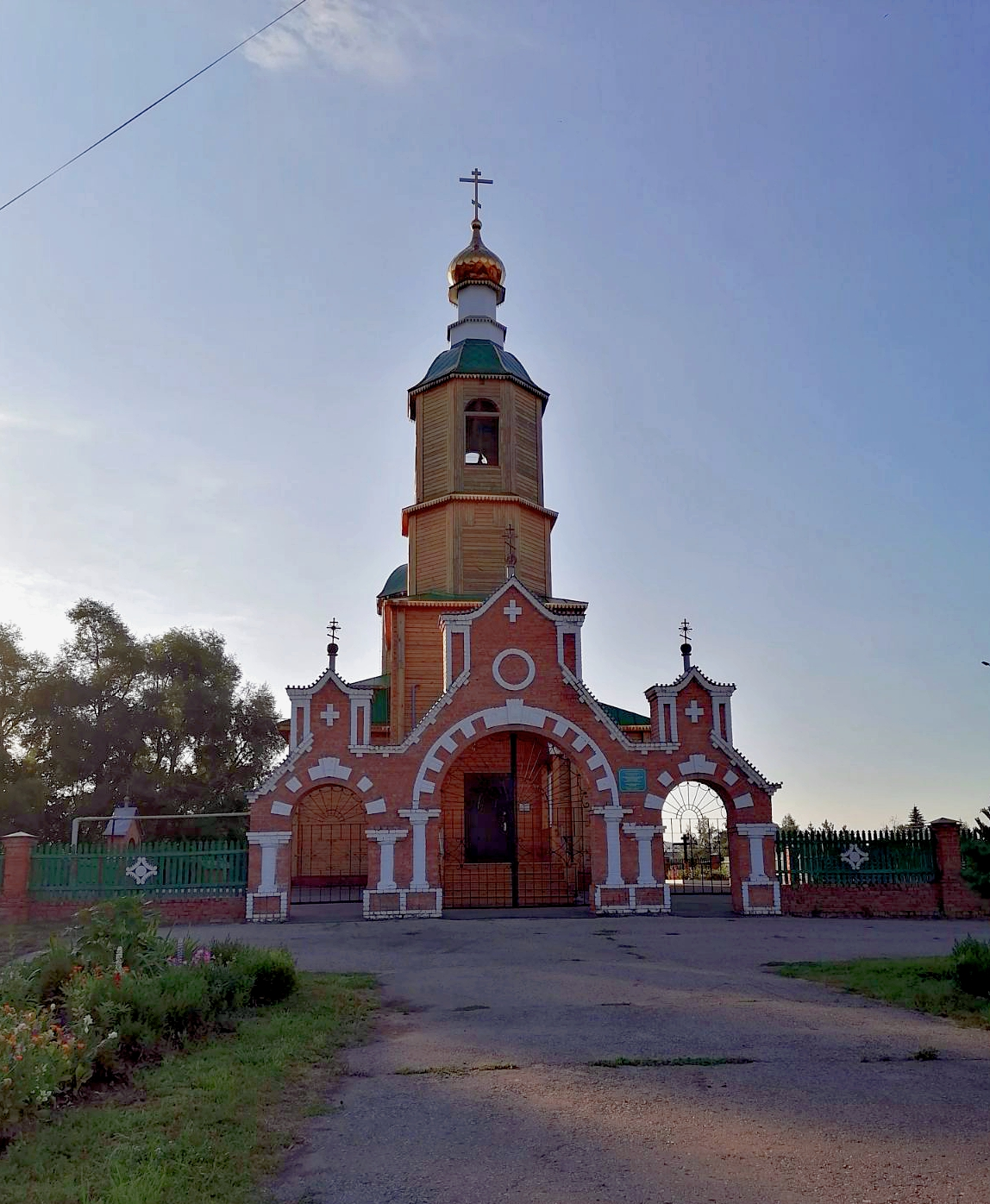
Церковь Богоявления Господня.

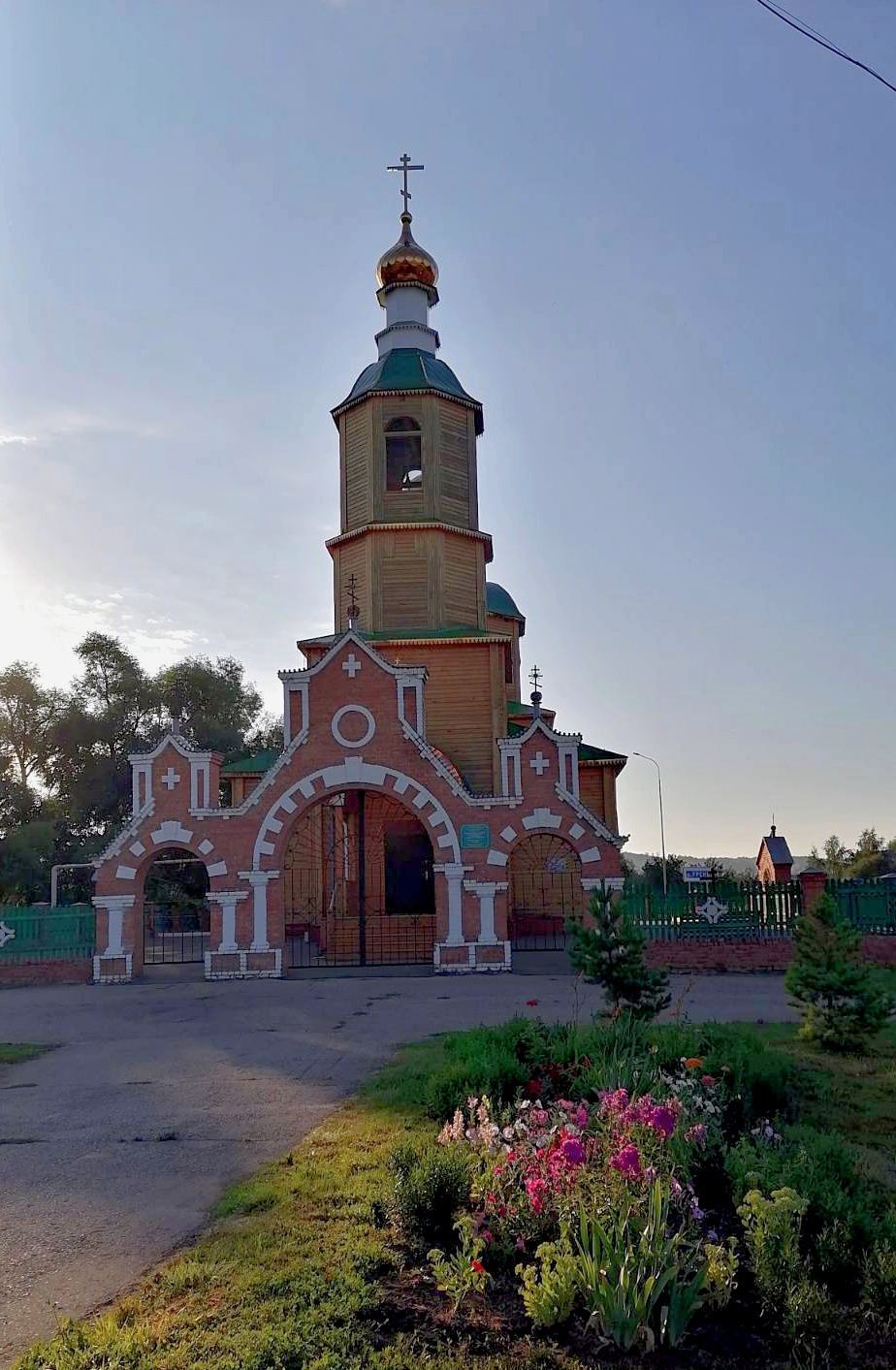
Церковь Богоявления Господня.

В 1878 году была построена новая деревянная церковь в честь Богоявления Господня. По чертежам деда Аркадия Пластова — Григория Гавриловича, который с 1875 года работал псаломщиком в этой церкви, были росписаны стены и иконостас вместе с сыном Александром. В 1936 году церковь была почти полностью разрушена. В 1957 году хотели снести, сняли купола. Здание использовалось как склад. В конце 1980-х года восстановлена силами сына Аркадия Пластова — Николаем, совместно с художниками А. С. Гордеевым и В. К. Дмитриевым. В 1991 году состоялось первое богослужение. Сгорела от поджога в 2016 году. В 2018 году восстановлена.                                                                                                                                                                   

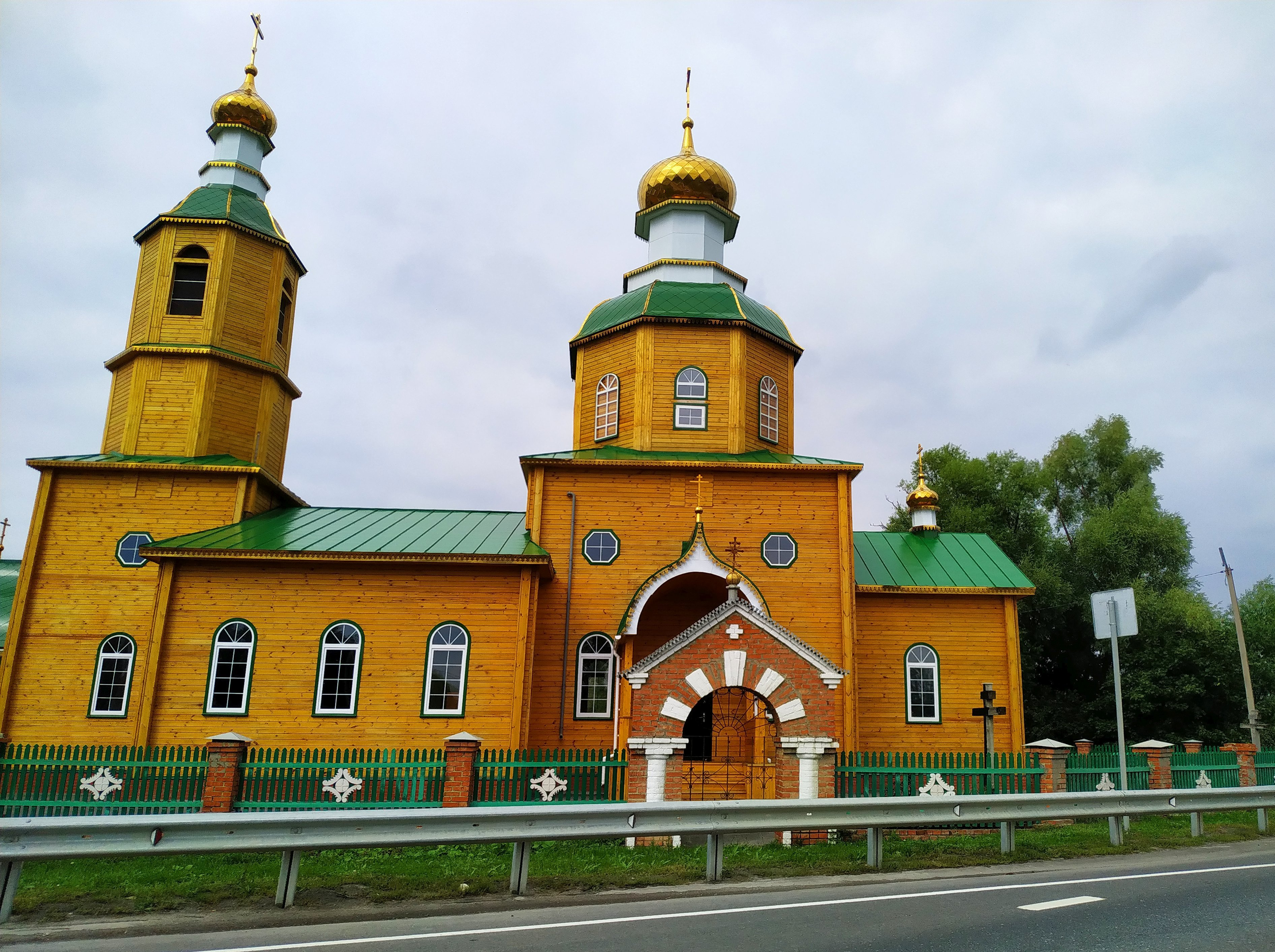
Церковь Богоявления Господня.

В 1905 году в селе произошло два крупных пожара, в общей сложности сгорело 150 домов.                                                                                                                    
Советская власть в селе установилась мирно.
В 1920-е действовала школа 1 ступени, работали 3 водяных и 1 ветряная мельница, 3 конных крупорушки, 1 конная маслобойня и 2 кузницы.
В результате укрупнения уездов и волостей в 1924 году село Прислониха было включено в состав Тагаевской волости Симбирского уезда.
В 1930 году здесь создан колхоз имени М. И. Калинина, его первым председателем избрали Н. Т. Шарымова. Через три года в селе появился первый трактор.
В 1931 году в селе произошёл крупный пожар. Сгорело 29 домов, в том числе и дом художника А. А. Пластова. Огонь уничтожил все имевшиеся там картины. В том же году с Московского электрозавода прибыли «25-тысячники» для работы в колхозе «Новая сила».
Во время Великой Отечественной войны было мобилизовано около 400 человек, из которых 135 были убиты или пропали без вести, все они поименно занесены в областную «Книгу Памяти».
После создания Ульяновской области в 1943 году село вошло в состав Карсунского района, колхоз в 1957 году был реорганизован в отделение совхоза «Языковский» (с. Языково), в 1969-м построен клуб.
В 1975 году началось активное строительство жилья, ферм, мастерских, дорог. Был построен зерноток. В Прислонихинском отделении совхоза использовалось около 20 тракторов, 18 зерноуборочных комбайнов, 12 автомобилей. Содержалось более 1,5 тыс. голов крупного рогатого скота, в том числе 400 коров.
3 апреля 1986 года в село приехали министр культура РСФСР Мелентьев Ю. С. и Колбин Г. В., чтобы на месте решить по созданию заповедника «Усадьба Пластова». Было решено создать: восстановить храм (церковь Богоявления Господня), мемориальную зону, музея, строительством дороги и всей остальной инфраструктуры.
В 1989 году было построено новое здание школы, в 1991 году — отреставрирована церковь. В воссоздании икон принял активное участие художник Н. А. Пластов, использовались рисунки его отца А. А. Пластова.
В ночь на 9 июля 1991 года произошел пожар, уничтоживший все новые деревянные постройки музея-заповедника «Усадьба народного художника СССР А. А. Пластова». Сгорели дотла дом, мастерская, амбар.
В 1996 году на базе отделения совхоза организован сельскохозяйственный производственный кооператив «Прислониха» с центром в селе.
В 2005 году село вошло в состав Языковского городского поселения.
5 мая 2016 года сгорела Богоявленская церковь. В следующем году восстановлена.

## Население
В 1672 году в деревне Каменный Брод находилось 19 дворов, в 1780 г. — 260 ревизских душ, в 1852 году в селе Прислониха насчитывалось 109 дворов и 970 человек, в 1859 г. — 990 человек, в 1890 г. — 212 дворов и 1362 жителя, в 1913 г. — 1842 человека, в 1931 г. — 2250 человек, в 1996 г. — 540, в 2016 году — 412 жителей, в основном русские.
| 2010 | 2014 | 2015 | 2016 | 2017 | 2018 | 2019 |
| ---- | ---- | ---- | ---- | ---- | ---- | ---- |
| 434  | ↘410 | ↘407 | ↗412 | ↗419 | ↘412 | ↘396 |
| 2020 | 2021 |      |      |      |      |      |
| ↗399 | ↘295 |      |      |      |      |      |

## Известные уроженцы
- В селе родились народный художник СССР Аркадий Александрович Пластов (1893—1972), и его сын, советский и российский художник, член-корреспондент РАХ Николай Аркадьевич Пластов (1930—2000).
- Шарымов, Матвей Филиппович (1905—1968), актёр УОДТ, Заслуженный артист РСФСР [20].

## Инфраструктура
В настоящее время в селе действуют дом культуры, начальная общеобразовательная школа, детский сад, музей-усадьба народного художника А. А. Пластова, церковь, фельдшерско-акушерский пункт, библиотека, два магазина, кафе.

## Достопримечательности

Табличка " Историко-художественный музей-заповедник «Прислониха родина А. А. Пластова» (Прислониха).

- Табличка " Историко-художественный музей-заповедник «Прислониха родина А. А. Пластова» (Прислониха).В 1988 году в селе был открыт музей «Усадьба народного художника СССР А. А. Пластова», посвящённый жизни и творчеству Аркадия Александровича Пластова[21].
- В сентябре 2011 года в рамках международной ассамблеи «Пластовская осень» был установлен памятник знаменитому уроженцу[22][23]. (Памятник Пластову выполнил студент третьего курса Московского государственного академического художественного института имени Сурикова Александр Свиязов, окончивший Карсунскую художественную школу, в соавторстве с внуком Пластова художником Николаем Пластовым)[24][25][26][27].
- В 1995 году в центре села был возведён памятник погибшим односельчанам.
- В 2017 году филиал Ульяновского областного художественного музея — «Музей-усадьба народного художника СССР А. А. Пластова» переименован в Историко-художественный музей-заповедник «Прислониха родина А. А. Пластова»[28][29]. В составе комплекса: музей А. А. Пластова, памятник художнику, восстановленная церковь Богоявления Господня[30][31][32][33][34][35][36][37], гостевой дом, а также объекты ландшафтно-рекреационной зоны[38].

## Культура
- Ежегодно в селе проводится фестиваль художников «Пластовская весна», а само поселение внесено в список исторических мест РСФСР и включено в реестр памятников истории и культуры Российской Федерации как объект культурного наследия «Достопримечательное место — Прислониха. Родина художника А. А. Пластова»[38].
- С 2011 года ежегодно проходит Международная ассамблея художников «Пластовская осень»[39][40]

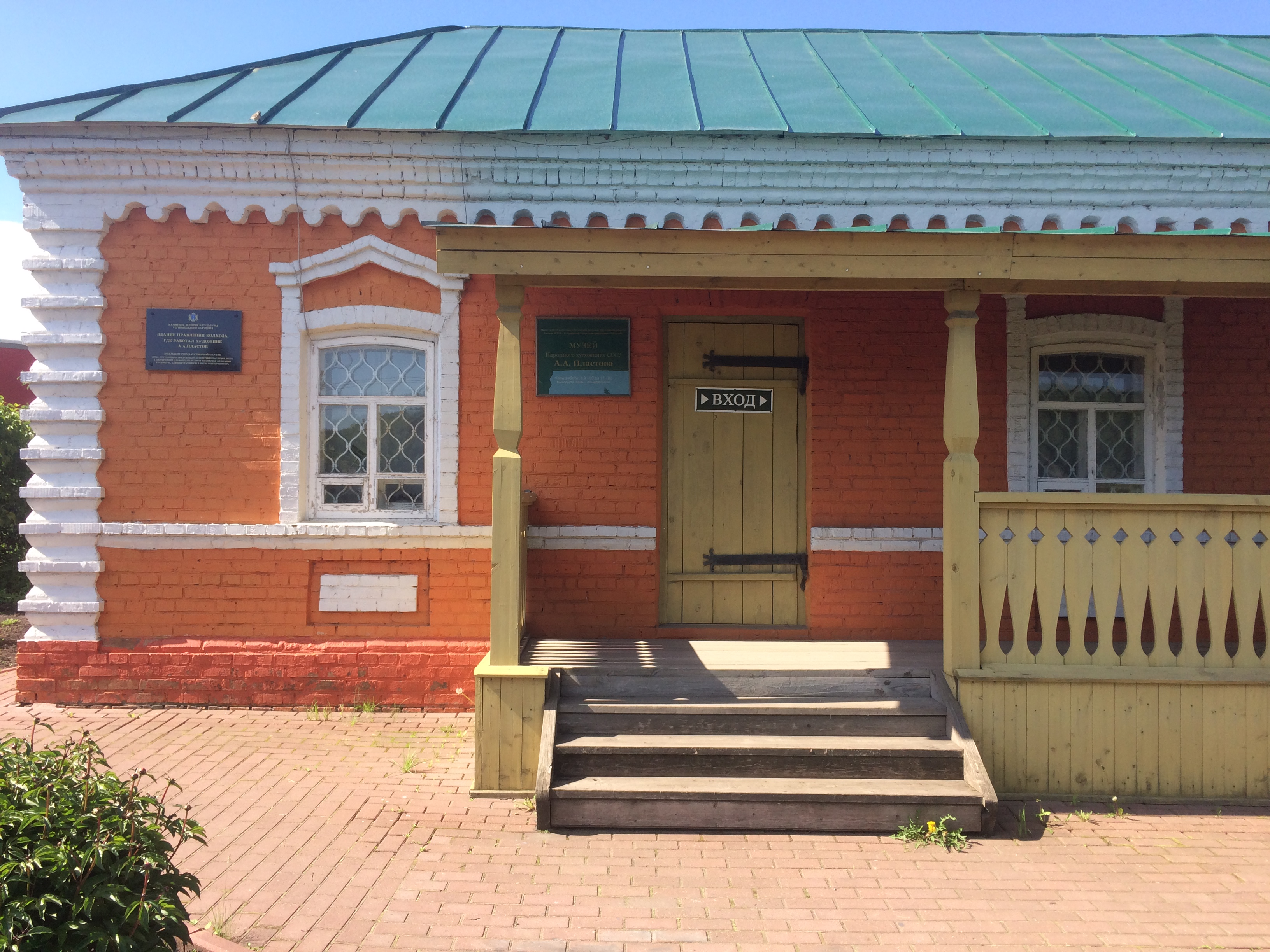
Музей Пластова А.А. в Прислонихе.
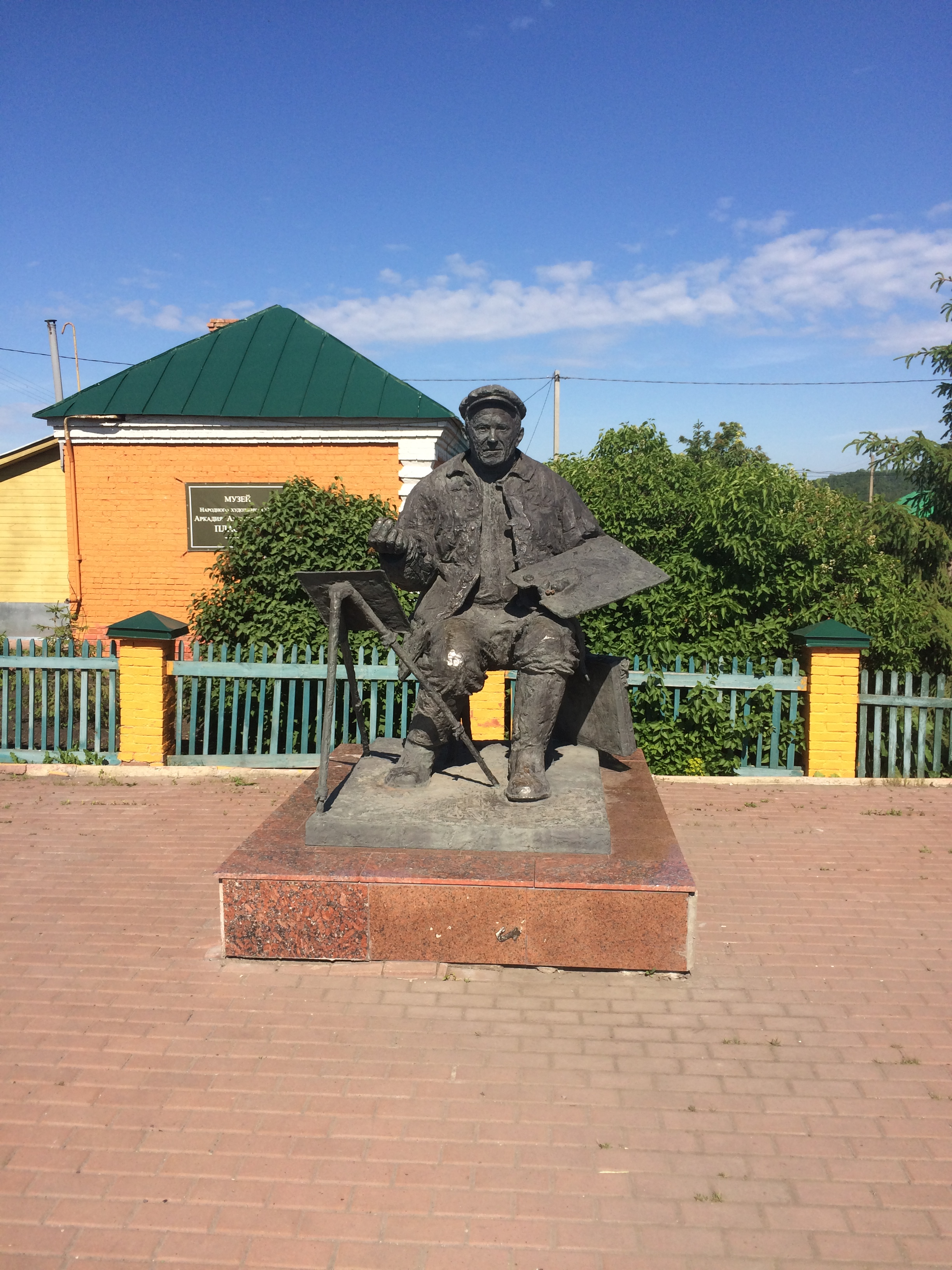
Памятник Пластову А.А. в Прислонихе.
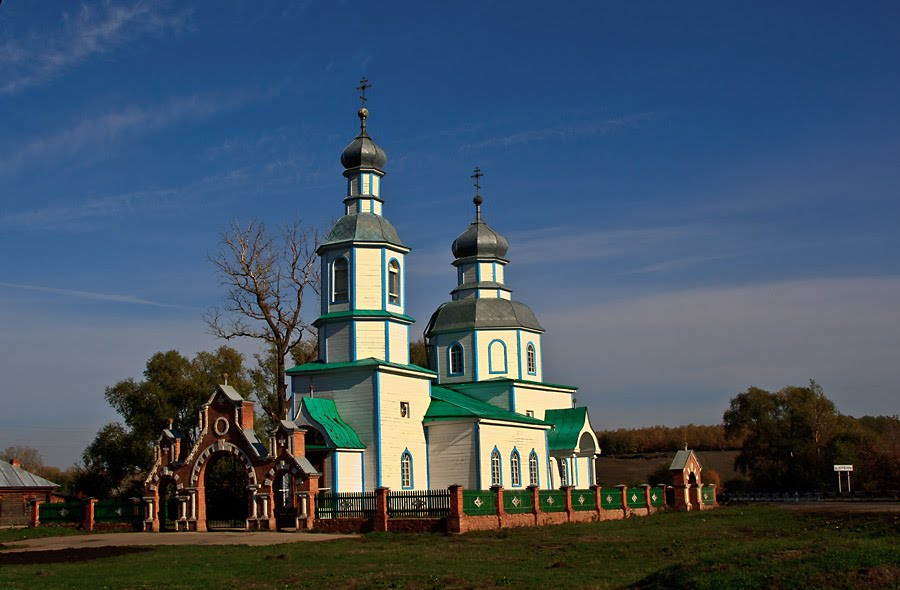
Храм в Прислонихе, сгоревший в 2016 году.
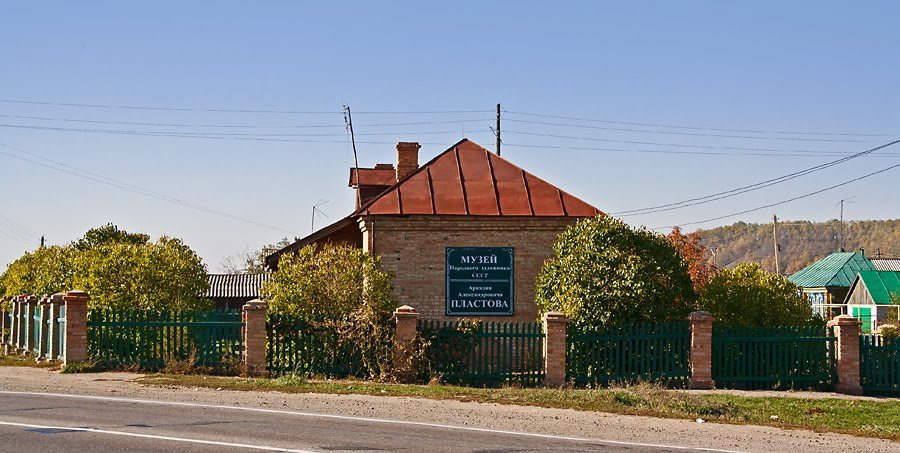
Дом-музей А. А. Пластова.
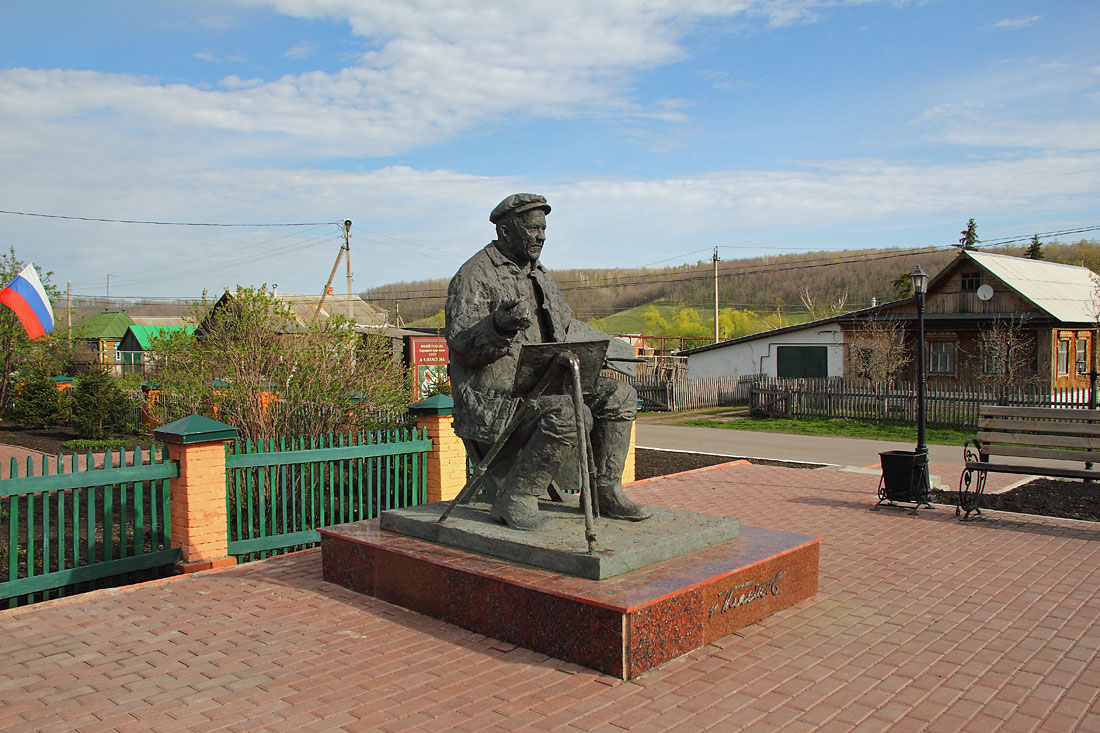
Памятник А. А. Пластову.

## Село в филателии
- В 1973 году Почта СССР выпустило марку с изображением картины А. Пластова «Ужин трактористов» (Написанная в окрестностях Прислонихи).
- 24.03.2011 г. Россвязь выпустила Художественный маркированный конверт с изображением картины А. А. Пластова «Деревенский март». 1965 г.
- В 2013 году Министерство связи России выпустило Художественный маркированный конверт, где изображено здание музея и памятник Пластову в Прислонихе[41].
- В 2020 году Почта России выпустило марку и блок с изображением картины А. Пластова «Полдень» (Написанная в окрестностях Прислонихи).

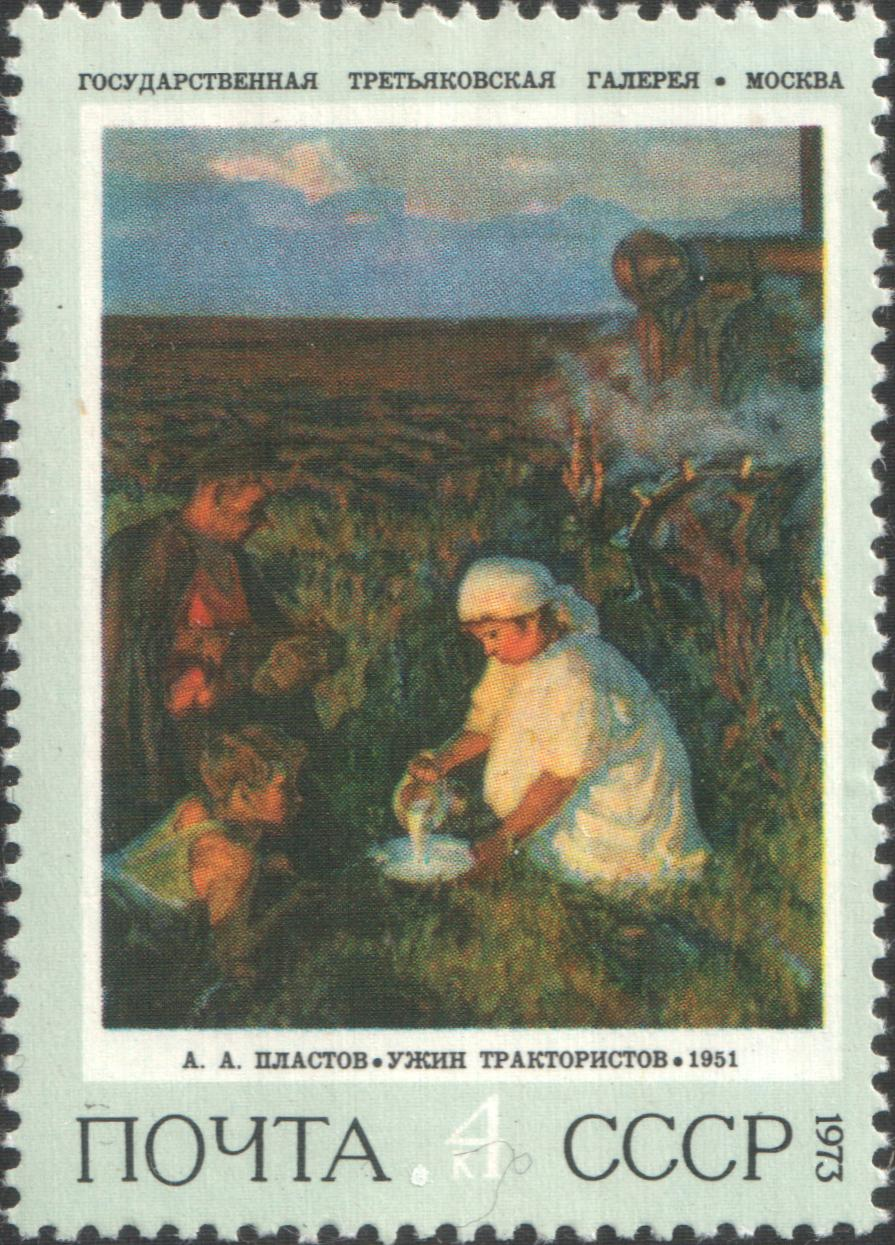
Почта СССР 1973 г. А.А. Пластов «Ужин трактористов», 1951 г.
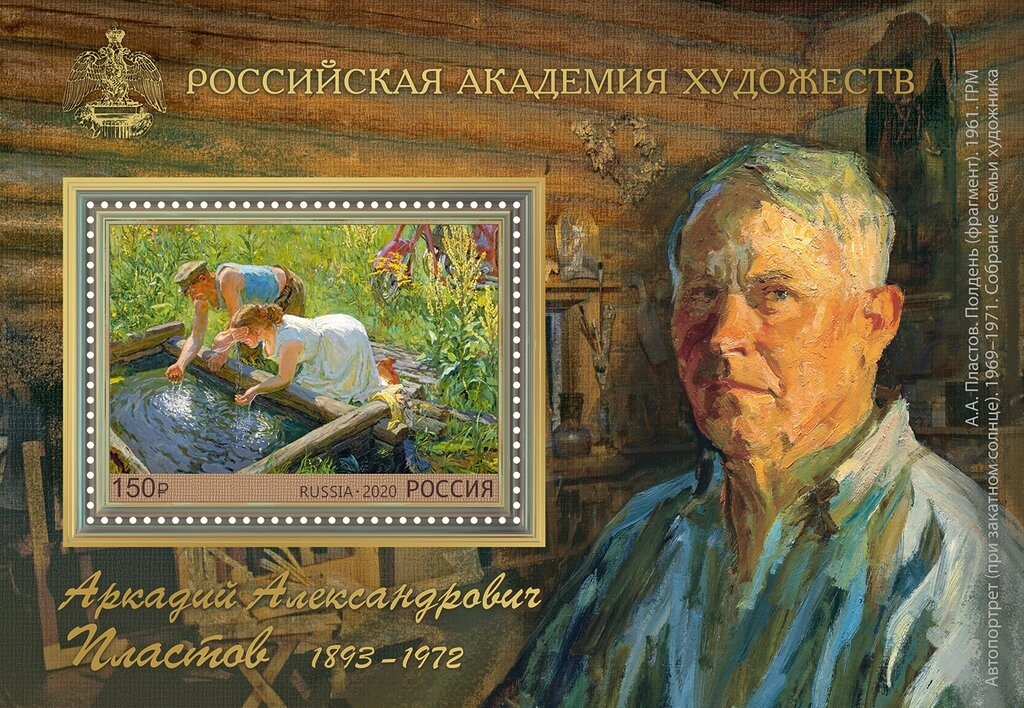
Блок. Почта России, 2020 г.
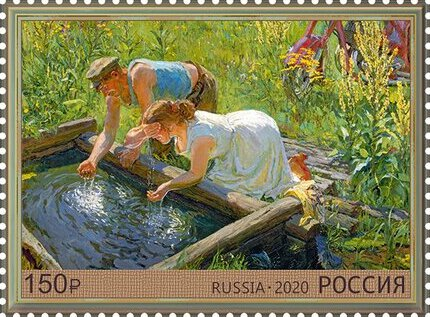
Марка. Почта России, 2020 г.
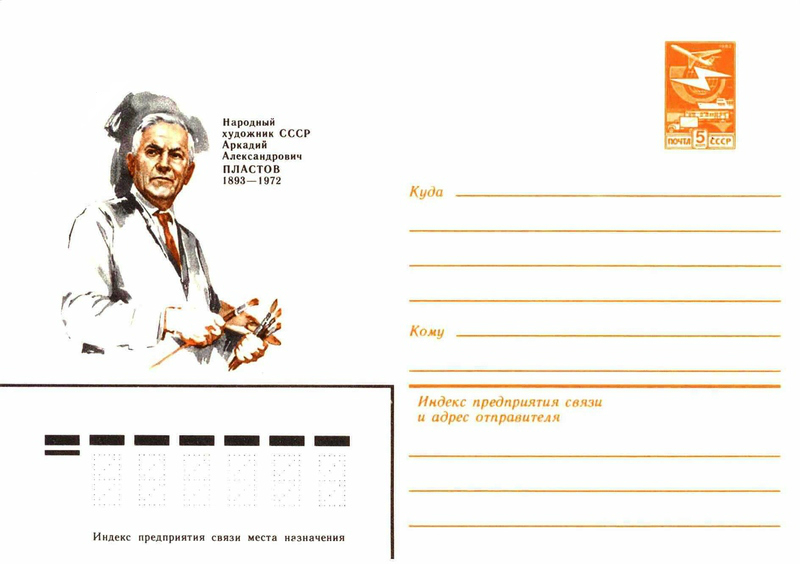
Художественные маркированные конверты СССР, 1983 года. Пластов Аркадий Александрович.
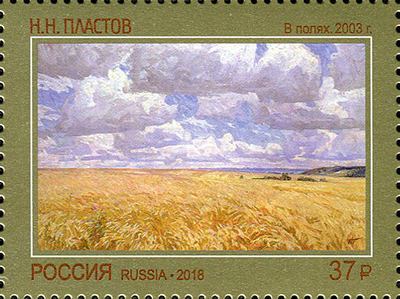
Н. Н. Пластов (внук А. Пластова). «В полях. 2003 г.».